# Trisettore di Pascal
Il trisettore di Pascal è uno strumento per eseguire la trisezione di un angolo inferiore ai 135° gradi.
La sua invenzione viene attribuita al matematico Étienne Pascal in quanto la sua costruzione è legata alla curva limaçon, da questi studiata al fine di trovare la soluzione al problema della trisezione angolare.

Il sistema è costituito da due aste principali, di cui una coincidente con il piano di lavoro. Su un punto  dell'asta non vincolata al piano, si trova inperniato un estremo di un'altra asta di lunghezza pari alla distanza dagli altri due perni. Con l'altro estremo quest'asta è vincolata con un altro perno, vincolato a scorrere lungo una scanalatura sull'asta vincolata al piano, ad un'altra asta di pari lunghezza. Infine l'altro estremo di quest'ultima asta è vicolato a un perno che scorre lungo una scanalatura sull'altra asta principale.
Per trisecare un angolo, bisogna far coinciderne l'origine  con il perno che scorre sull'asta vincolata al piano, questa a sua volta con uno dei lati e la seconda asticella citata con l'altro. Si ottiene così che l'angolo formato dalle due aste principali è la terza parte dell'angolo trattato.